# هاکاری
هاکاری (به ارمنی: Հակարի) یک منطقهٔ مسکونی در جمهوری آرتساخ است که در استان کاشاتاق واقع شده‌است.